# Denazificare

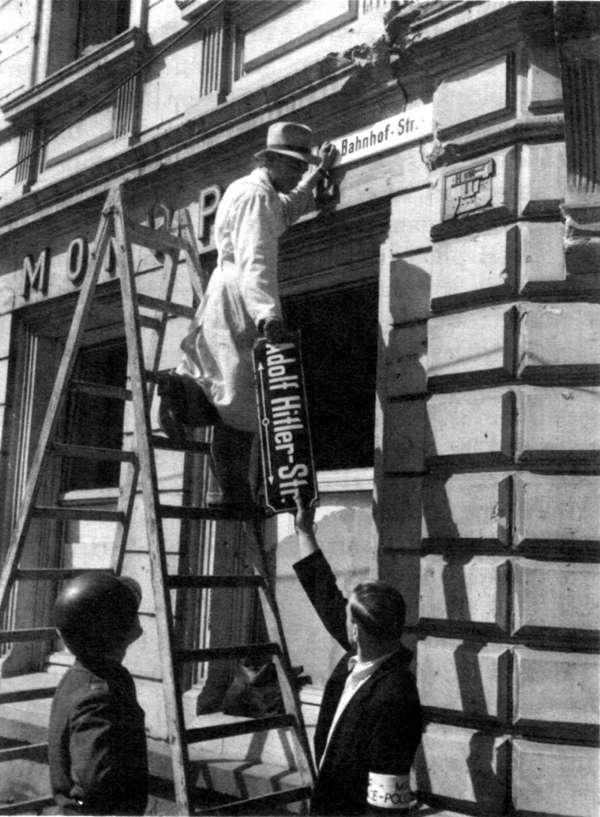
Înlocuirea indicatorului stradal „Adolf Hitler” cu vechiul nume al străzii: Strada Gării (Bahnhof-Str.) din Trier.

Denazificarea (similar cu deznarcotizarea sau dezalcoolizarea) a fost politica promovată după 1945 în Germania și Austria, în sensul scoaterii societății, culturii, presei, justiției și politicii de sub influența șabloanelor naziste.